# Hubert Frank
Pour les articles homonymes, voir Frank.
Hubert Frank (né Hubert Franz Woisetschläger le 27 septembre 1925 à Zlabings) est un cinéaste et scénariste autrichien. Il est principalement connu pour des comédies et des films érotiques tournés dans les années 70. Il a aussi tourné sous le pseudonyme de Jack Regis.

## Biographie
Frank a suivi des études d'électrotechnique à Linz, il a ensuite dû accomplir son service militaire et a commencé à écrire des histoires . En 1953, il publie son premier roman en feuilleton dans un magazine allemand . Après un certain temps en tant que dramaturge et professeur, Frank est venu grâce au producteur Heinz Sebek au cinéma. Plus tard, il a travaillé pour Robert Russ, Reginald Puhl et Artur Brauner. Il est devenu un spécialiste des films à caractère érotique pour les producteurs Alois Brummer ou Karl Spiehs, films qui ont été souvent tournés dans des endroits exotiques.

## Filmographie
- 1963 : Das Geheimnis der roten Quaste
- 1964 : Das Mädchen mit dem sex-ten Sinn
- 1967 : Funkstreife XY - Ich pfeif' auf mein Leben
- 1968 : Willst du ewig Jungfrau bleiben?
- 1970 : Birdie
- 1970 : Liebling, sei nicht albern
- 1971 : Zum zweiten Frühstück : Heiße Liebe
- 1972 : Bacchanales pour nuits de noces (de) (Hochzeitsnacht-Report)
- 1972 : Lilli – die Braut der Kompanie
- 1973 : Muschimaus mag's grad heraus (aka Jagdzeit für Naschkatzen)
- 1973 : Liebesmarkt
- 1973 : Unterm Röckchen stößt das Böckchen
- 1975 : Mei Hos' ist in Heidelberg geblieben (aka Oh Schreck mei Hos' is weg)
- 1977 : Vanessa
- 1977 : Die Insel der tausend Freuden
- 1977 : Das Teufelscamp der verlorenen Frauen
- 1978 : Disco-Fieber
- 1978 : Les Désirs de Melody in Love
- 1980 : Ceylon my love
- 1980 : Patricia, un voyage pour l'amour
- 1982 : Catherine chérie, coréalisé avec Jaime Jesús Balcázar
- 1983 : Taifun der Zärtlichkeit
- 1985 : Locas vacaciones
- 1986 : Kunyonga – Mord in Afrika
- 1986 : Sturzflug in die Liebe